# Użytek ekologiczny „Strzeszyn”
Użytek ekologiczny „Strzeszyn” – użytek ekologiczny w Poznaniu, na Strzeszynie. Umiejscowiony jest w zachodnim klinie zieleni w dolinie rzeki Bogdanki. Obejmuje obszar 94,48 ha, z czego znaczna część przypada na wody, głównie na liczące około 34,9 ha Jezioro Strzeszyńskie.
Utworzono go, aby chronić biotopy wodne, torfowisk niskich, podmokłych łąk, muraw kserotermicznych i okrajków lasów.
Przykładowe rośliny rosnące na terenie użytku: jezierza morska, turzyca obła, turzyca żółta, dziurawiec skrzydełkowaty, starzec jakubek.

## Historia
Użytek ekologiczny „Strzeszyn” został powołany uchwałą Rady Miasta Poznania numer CV/610/94 z dnia 10 maja 1994 roku na powierzchni 114 ha. Na początku 2008 roku wykreślono z listy terenów cennych przyrodniczo aż 22 z 26 poznańskich użytków ekologicznych, w tym „Strzeszyn”, gdyż nie spełniały kryteriów określonych przez nowelizację „Ustawy z dnia 16 października 1991 r. o ochronie przyrody” („Ustawa z dnia 7 grudnia 2000 r. o zmianie ustawy o ochronie przyrody” – Dz.U. z 2001 r. nr 3, poz. 21), w której przepisach przejściowych brakowało zapisu utrzymującego w mocy akty prawne powołujące takie formy ochrony przyrody jak m.in. użytki ekologiczne.
18 grudnia 2012 roku uchwałą Rady Miasta Poznania użytek ekologiczny „Strzeszyn” został powołany ponownie – na powierzchni 94,48 ha.